# Liste der Baudenkmäler in Kohlberg (Oberpfalz)
Auf dieser Seite sind die Baudenkmäler in dem Oberpfälzer Markt Kohlberg zusammengestellt. Diese Tabelle ist eine Teilliste der Liste der Baudenkmäler in Bayern. Grundlage ist die Bayerische Denkmalliste, die auf Basis des Bayerischen Denkmalschutzgesetzes vom 1. Oktober 1973 erstmals erstellt wurde und seither durch das Bayerische Landesamt für Denkmalpflege geführt wird. Die folgenden Angaben ersetzen nicht die rechtsverbindliche Auskunft der Denkmalschutzbehörde.
 Diese Liste gibt den Fortschreibungsstand vom 31. Oktober 2014 wieder und enthält 16 Baudenkmäler.

## Baudenkmäler nach Ortsteilen

### Kohlberg
| Lage                                                | Objekt                                           | Beschreibung | Akten-Nr.              | Bild           |
| --------------------------------------------------- | ------------------------------------------------ | --- | ---------------------- | -------------- |
| Artesgrüner Straße, Hannersgrüner Straße (Standort) | Sandsteinkreuz                                   | Mit Spuren verschiedener Einmeißelungen, nachmittelalterlich; auf modernem Sockel | D-3-74-131-10 Wikidata | BW             |
| Hannersgrüner Straße (Standort)                     | Bildstock                                        | Profilierter Sandsteinschaft, Laterne mit halbrund geschlossenen Bildfeldern, 17./18. Jahrhundert | D-3-74-131-9 Wikidata  | BW             |
| Geiselberg (Standort)                               | Kilometerstein                                   | Granitquader mit abgeschrägtem Abschluss und Inschriften; wohl zweite Hälfte 19. Jahrhundert | D-3-74-131-20 Wikidata | BW             |
| Hirschauer Straße 2 (Standort)                      | Katholische Pfarrkirche Herz-Jesu                | Saalkirche mit Steildach und zwei Querhausarmen, halbrund geschlossene Chorapsis, Flankenturm mit Zwiebelhaube und Laterne, neubarock, 1915 von Heinrich Meckler; mit Ausstattung | D-3-74-131-1 Wikidata  | weitere Bilder |
| Hirschauer Straße 37 (Standort)                     | Friedhofskreuz                                   | Gusseisenkruzifix auf Granitsockel, bezeichnet 1898 | D-3-74-131-19          | BW             |
| Marktplatz 2 (Standort)                             | Altes Schulhaus                                  | Zweigeschossiger Steildachbau mit rundbogiger Tordurchfahrt, bezeichnet „1799“, im Kern älter | D-3-74-131-2 Wikidata  | weitere Bilder |
| Marktplatz 4; Marktplatz; Fuchsberg 2 (Standort)    | Evangelisch-lutherische Pfarrkirche St. Nikolaus | Saalkirche mit Steildach und eingezogenem Rechteckchor, gedrungener Chorturm mit Pyramidendach, im Kern mittelalterlich, 1642 erneuert, Turm bezeichnet „1645“; mit Ausstattung Kirchhofbefestigung, mittelalterlicher Mauerring aus Bruchstein, zum Teil Eckquaderungen, mittelalterlich Torturm, sogenannter Schwedenturm mit spitzbogigem Durchgang, unterer Teil spätmittelalterlich, Oberteil 16./17. Jahrhundert Zwei Grabplatten, Granit, reliefiert, um 1600 und 18. Jahrhundert Zwei Grabdenkmäler, Sandstein, neugotisch 19. Jahrhundert | D-3-74-131-3 Wikidata  | weitere Bilder |
| Marktplatz 5 (Standort)                             | Zwei Inschrifttafeln                             | Sandstein, bezeichnet „1800“, Wappentafel mit Kronensymbol, wohl gleichzeitig | D-3-74-131-4 Wikidata  | weitere Bilder |
| Glaslohe ()                                         | Bildstock, Dreifaltigkeitssäule                  | Reliefierte Sandsteinstele mit Nischenaufsatz, wohl zweite Hälfte 18. Jahrhundert | D-3-71-150-48 Wikidata |                |

### Röthenbach
| Lage                        | Objekt                                                      | Beschreibung | Akten-Nr.              | Bild                                |
| --------------------------- | ----------------------------------------------------------- | --- | ---------------------- | ----------------------------------- |
| Im Dorf 1, 9, 10 (Standort) | Ehemaliges Hammerschloss Röthenbach                         | Mächtiger dreigeschossiger Walmdachbau mit Eckrustizierungen und geohrten Fensterrahmungen, Rustikaportal bezeichnet „1678“; mit Ausstattung Schlosskapelle Mariä Empfängnis, Saalkirche mit Steildach, dreiseitig geschlossen, Dachreiter mit Zwiebelhaube, 1726–28; mit Ausstattung Ehemalige Brauerei, zweigeschossiger Schopfwalmdachbau mit Werksteingewänden, Zwerchhaus nach Norden, östlicher Teil erhöht, bezeichnet „1843“ Schlossökonomie, langgestreckter eineinhalbgeschossiger Schopfwalmdachbau mit zweigeschossigem Querflügel nach Norden, erste Hälfte 19. Jahrhundert Ökonomiegebäude, zweigeschossiger Halbwalmdachbau mit Toreinfahrt und Aufzugsgaube, erste Hälfte 19. Jahrhundert Gebäude der ehemaligen Glasschleife, zweigeschossige Satteldachbauten mit Werksteingewänden, ehemaliger zusammenhängender Baukörper über winkelförmigem Grundriss, erste Hälfte 19. Jahrhundert | D-3-74-131-12 Wikidata | Ehemaliges Hammerschloss Röthenbach |
| Im Dorf 4 (Standort)        | Arbeiterwohnhaus, sogenanntes Langhaus                      | Gegliederter Wohnhaustrakt für Glasarbeiter, zweigeschossiger Satteldachbau mit spätklassizistischen Putzgliederungen, zweite Hälfte 19. Jahrhundert | D-3-74-131-15 Wikidata | BW                                  |
| Nähe Im Dorf (Standort)     | Kriegerdenkmal für die Gefallenen des 1. und 2. Weltkrieges | Umfriedete Gedenkstätte mit Gedenkstein, Granitblock und Opferschale, bezeichnet 1958 | D-3-74-131-22          | BW                                  |
| Tannwiesen (Standort)       | Waldkapelle                                                 | Kleine satteldachgedeckte Votivkapelle mit Dachreiter, Holz mit Verkleidung aus Holzschindeln, 1890; mit Ausstattung | D-3-74-131-23          | BW                                  |

## Ehemalige Baudenkmäler
| Lage                                   | Objekt                | Beschreibung                                                        | Akten-Nr.              | Bild |
| -------------------------------------- | --------------------- | ------------------------------------------------------------------- | ---------------------- | ---- |
| Kohlberg Raiffeisenstraße 1 (Standort) | Eingemauerte Bautafel | Bezeichnet mit „1804“                                               | D-3-74-131-5 Wikidata  | BW   |
| Kohlberg Weidener Straße 5 (Standort)  | Torbogen              | Bezeichnet mit „1836“ Gaststuben-Riemendecke, bezeichnet mit „1800“ | D-3-74-131-7 Wikidata  | BW   |
| Kohlberg Weidener Straße 10 (Standort) | Bautafel              | Bezeichnet mit „1793“ und „1800“, an jüngerem Giebel eingemauert    | D-3-74-131-8 Wikidata  | BW   |
| Hannersgrün 2 (Standort)               | Bautafel              | Bezeichnet mit „1827“                                               | D-3-74-131-11 Wikidata | BW   |